# 穆拉 (新塞哥維亞省)
穆拉（西班牙語：Murra），是尼加拉瓜的城鎮，位於該國西北部，由新塞哥維亞省負責管轄，面積429平方公里，海拔高度906米，2005年人口14,847，人口密度每平方公里34.61人。